# Арифметический IF
Арифметический IF - оператор языков программирования Fortran (с ранних версий и до Fortran 90, в котором был объявлен устаревшим) и Фокал. Оператор задаёт арифметическое выражение и три метки, на которые передаётся управление соответственно если выражение меньше нуля, равно нулю или больше нуля:
```
     
IF
 
(
expression
)
 
on_negative
,
on_zero
,
on_positive

```

Арифметический IF изначально являлся единственным вариантом условного оператора в Fortran. Начиная с Fortran 66 он заменялся на логический IF, а с Fortran 77 - на структурный IF, семантически равный операторам ветвления других языков программирования.
```
C
     
Программа
 
принимает
 
число
 
от
 
пользователя

C
      
и
 
выводит
 
его
 
отношение
 
к
 
нулю
.

      
PROGRAM 
TESTIF

      
IMPLICIT NONE

      
INTEGER 
N

      

      
WRITE
(
*
,
"('Enter a number: ',$)"
)

      
READ
(
*
,
*
)
 
N

      

      
IF
(
N
)
 
100
,
 
200
,
 
300

      

100
   
WRITE
(
*
,
*
)
 
N
,
 
'less then zero.'

      
GOTO
 
400

      

200
   
WRITE
(
*
,
*
)
 
N
,
 
'is zero.'

      
GOTO
 
400

      

300
   
WRITE
(
*
,
*
)
 
N
,
 
'greater then zero'

      
GOTO
 
400

      

400
   
CONTINUE

      

      END PROGRAM

```